# Местенски дъб
Местенски дъб (Quercus mestemis Bondev & Gancev) е рядък вид широколистно листопадно дърво от семейство Букови от рода Дъб. Български ендемит. Включен е в Червената книга на България като критично застрашен вид и в Закона за биологичното разнообразие.

## Разпространение и местообитание
Местенският дъб е описан за първи път от ботаниците Иван Бондев и Иван Ганчев през 1966 г. в том 3 на „Флора на Народна република България“ по материали, събрани през 1965 г. от Иван Бондев в местността Трестеник в Рила.
Видът е разпространен на ограничени места в южната част на Рила – западно от Белица, във водосбора на Места. Установени са индивиди и в следните местности: Трестеник (класическо находище), при село Годлево, край Драглищка река и при Долно Драглище.
Расте върху умерено влажни крайречни места. Участва единично в състава на гори от Quercus dalechampii, Ulmus minor, Acer campestre. Популацията му е изградена предимно от млади, често с храстовидна форма, индивиди с издънков произход. Старите дървета са единични индивиди.

## Описание
Местенският дъб е листопадно дърво, високо между 15 и 20 m. Едногодишните и двугодишните клонки са кафяво-жълтеникави, покрити от светложълтеникави власинки. Листните дръжки са полуцилиндрични, дълги 5 – 8 mm. Листата са полукожести, обратнояйцевидни, дълги 5 – 11 cm и 3 – 6 cm широки, гъстовлакнести, в основата отрязани, рядко сърцевидни или клиновидни. Мъжките цветове са събрани в реси, женските по 2 – 3 на къси дръжки. Плодната дръжка е дълга 6 – 25 mm, гъстонапластена. Жълъдът е продълговато-яйцевиден, а купулата е кълбовидна до слабоконична. Цъфти през май, а плодовете узряват през септември и октомври. Опрашва се от вятъра. Размножава се със семена и издънки.